# Коськино
Коськино — деревня в Новоржевском районе Псковской области России. Входит в состав Новоржевской волости. 
Расположена на юго-восточной окраине города Новоржев, в 3 км к северу от деревни Макарово. С востока примыкает к деревне Васюгино.

## Население
| 2001 | 2002 | 2010 |
| ---- | ---- | ---- |
| 65   | ↘47  | ↗50  |

Численность населения деревни по состоянию на конец 2000 года составляла 65 жителей.

## История
С 1995 до 2005 года деревня входила в состав Оршанской волости. С 2006 до 2015 года входила в состав Макаровской волости.